# Leon Bibb
Pour les articles homonymes, voir Bibb.
Leon Bibb est un chanteur de folk et acteur américain né le 7 février 1922 à Louisville dans le Kentucky et mort le 23 octobre 2015 à Vancouver. Il est le père du chanteur Eric Bibb.

## Biographie
En 1964, il chante Adieu Madras, la version anglaise de Adieu foulard, adieu Madras.